# Angeles National Forest
Der Angeles National Forest ist ein rund 2.700 km² großer Nationalforst im US-Bundesstaat Kalifornien. Er umfasst neben den Gebirgszügen San Gabriel Mountains und Sierra Pelona Mountains auch das Los Angeles County. Das San Gabriel Mountains National Monument befindet sich zum Teil im Nationalforst. Die Höhe des Waldes reicht von 370 m bis 3068 m auf der Spitze des Mount San Antonio, ein Höhenunterschied von fast 2700 m. Das Waldgebiet ist mit dichtem Chaparral bewachsen, der mit zunehmender Höhe in Nadelbäume übergeht. Dort wachsen überwiegend Jeffrey-Kiefer (Pinus jeffreyi), Küsten-Kiefer (Pinus contorta), Kolorado-Tanne (Abies concolor) und die Gewöhnliche Douglasie (Pseudotsuga menziesii).
Der Wald wurde am 1. Juli 1908 als erster kalifornischer Nationalforst und zweiter der USA eingerichtet. Aus diesem Grund ist er auch als California Historical Landmark gelistet. Er entstand aus der Zusammenlegung des San Bernardino Forest Reserves mit Teilen des San Gabriel Forest Reserves und des Santa Barbara Forest Reserves. Der Angeles National Forest zieht jährlich rund 3,5 bis 4 Millionen Besucher an und war bereits Schauplatz für viele Filme und Serien, darunter Auf der Flucht, Bonanza, Duell, Star Trek: Der erste Kontakt und Mission: Impossible II. Der Sitz des Forstes befindet sich in Arcadia.